# Ingénieur système
 (août 2023).
Si vous disposez d'ouvrages ou d'articles de référence ou si vous connaissez des sites web de qualité traitant du thème abordé ici, merci de compléter l'article en donnant les références utiles à sa vérifiabilité et en les liant à la section « Notes et références ».
Ingénieur système peut faire référence au métier d'Ingénieur système(s) industriel(s) ou d'Ingénieur système informatique.
Dans l'industrie, l'ingénieur système est un ingénieur(e) interdisciplinaire (génie civil, génie mécanique, électronique, génie informatique, automatique, mécatronique, productique, etc.) chargé de spécifier ou de concevoir des systèmes complexes. Il/Elle peut exercer dans différents secteurs: Agro-alimentaire, aéronautique, armement, automobile, horlogerie, luxe, énergie, transports ferroviaires, pharmacie...